# Tithonohomolidae
Tithonohomolidae is een uitgestorven familie van de superfamilie Homoloidea uit de infraorde krabben en omvat volgende geslachten: 
- Tenuihomola  †  Feldmann & Schweitzer, 2009
- Tithonohomola  †  Glaessner, 1933